# Tripogon nanus
Tripogon nanus är en gräsart som beskrevs av Keng f. Tripogon nanus ingår i släktet Tripogon och familjen gräs. Inga underarter finns listade i Catalogue of Life.